# Маргит Сейчи
Маргит Сейчи (на унгарски: Margit Szecsi) е унгарска поетеса, график и илюстратор. Съпруга е на поета Ласло Наги.

## Биография и творчество
Маргит Сейчи е родена на 28 май 1928 г. в Будапеща, Унгария, в бедно семейство на дърводелец, и има ромски корени. След завършване на средното си образование, в периода 1945 – 1948 г. работи като чиновничка. Следва с работническа стипендия във Факултета по изкуствата в университета в Будапеща като част от народния колеж.
Започва да пише поезия, докато учи. Първите ѝ стихотворения са издадени в списание „Звезда“ (Csillag). Започва работа в това списание, но прекъсва обучението си в университета. През 1951 – 1952 г. работи в новостроящия се град Сталинварош (сега Дунауйварош), а после поема управлението на културния център в Печ. В Печ получава белодробно заболяване, което я мъчи цял живот.
През 1952 г. се омъжва за поета Ласло Наги, с когото се запознава в Сталинварош. Имат син – Андраш Наги (1953 – 2018), графичен художник и дизайнер на книги.
Първата ѝ книга, стихосбирката „Март“ (Március), е издадена през 1955 г., последвана от стихосбирката „Плажът на ангелите“ (Angyalok strandja) през 1956 г. Авторка е на редица поетични сборници. Характерната художествена форма на неговите стихотворения е „дългата поема“. Много от стиховете ѝ са за „строежа на социализма“. Член е на Генерацията на ярките ветрове. Три пъти е удостоена с наградата „Атила Йожеф“ (1957, 1968, 1977).
Маргит Сейчи умира на 23 ноември 1990 г. в Будапеща. Погребана е в общ гроб с Ласло Наги в гробището „Фаркасрети“ в Будапеща. През 2005 г. получава посмъртната награда за унгарско наследство.

## Произведения
- Március (1955)
- Angyalok strandja (1956)
- Páva a tuzfalon (1958)
- A trombitákat összesöprik (1965)
- Új heraldika (1967)
- A Nagy Virágvágó Gép (1969)
- Eszem a gesztenyét (1971)
- A Madaras Mérleg ( 1972)
- Szent Buborék (1974)[4]
- Birodalom (1976)
- Mit viszel, folyó? (1978) – избрани стихове
- A Rózsaszínű Dzsip (1982)
- Betlehem-blues, 1986
- A csillagos Golgota (1993, посмъртно)